# Indra Collini

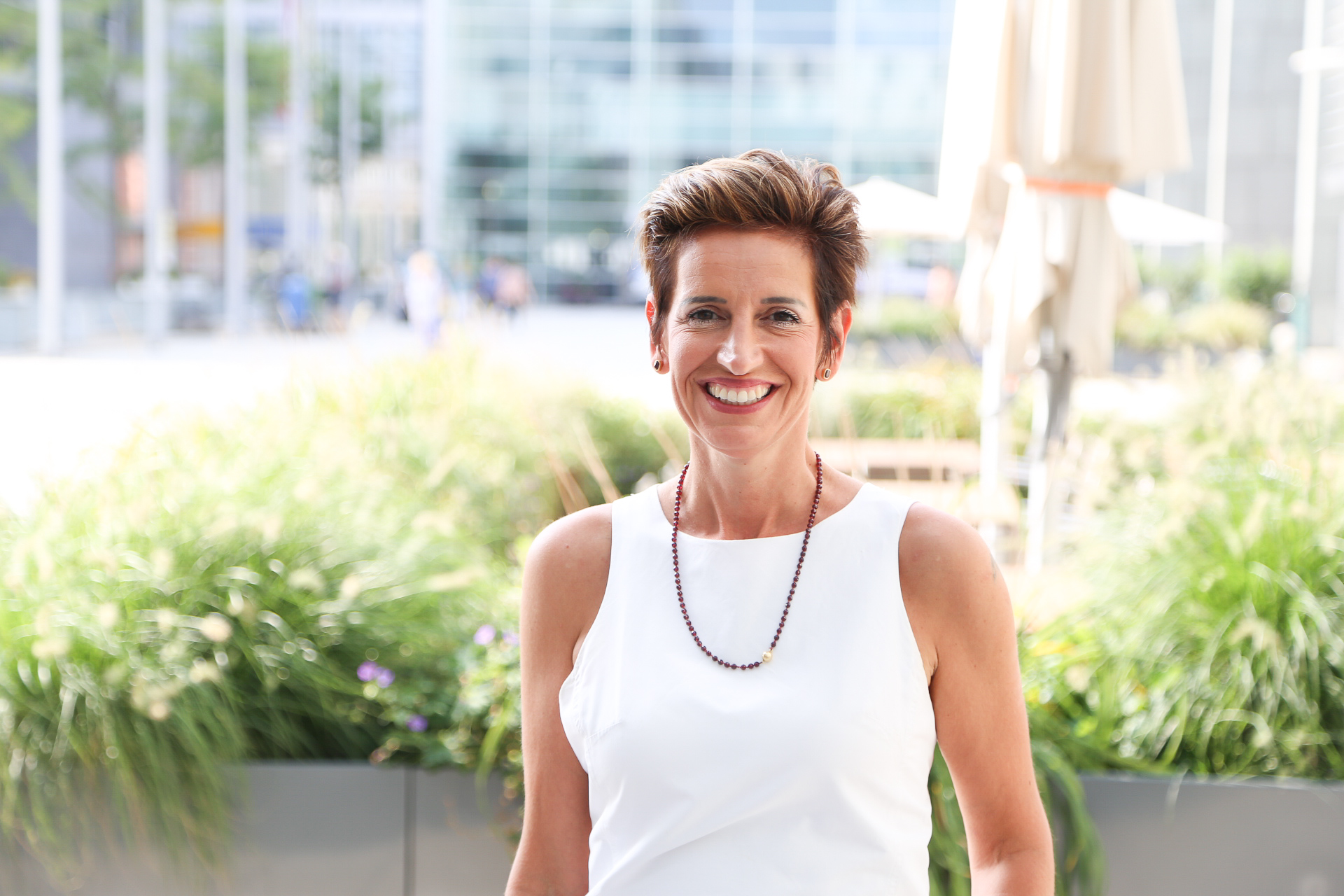
Indra Collini (2019)

Indra Collini (* 6. Dezember 1970 in Dornbirn) ist eine österreichische Betriebswirtin und Politikerin (NEOS).

## Leben
Zwischen 1990 und 1996 absolvierte sie ein Studium der Betriebswirtschaftslehre an der Universität Innsbruck (Abschluss: Magistra) und war seitdem in verschiedenen Positionen im Marketing tätig, unter anderem bei Gasteiner, Vöslauer und Yuu'n Mee. Im Jahr 2012 wurde sie bei NEOS aktiv und hat und hat nach dem erstmaligen Einzug der Partei in den österreichischen Nationalrat die niederösterreichische Landesorganisation über mehrere Jahre mit aufgebaut - ab 2013 als stellvertretende Landessprecherin der NEOS in Niederösterreich und im November 2016 als Nachfolgerin von Nikolaus Scherak als Landessprecherin.
Im Mai 2017 wurde die politische Quereinsteigerin bei einer Mitgliederversammlung in St. Pölten mit 82,6 Prozent zur Spitzenkandidatin für die Niederösterreichische Landtagswahl gewählt. Sie erreichte beim erstmaligen Antreten der NEOS in Niederösterreich bei der Landtagswahl 2018 5,2 Prozent der Stimmen und somit den erstmaligen Einzug in das Landesparlament der Partei.  Bei der Nationalratswahl 2019 erreichte ihre Landespartei bereits 7,7 Prozent, was im Vergleich zur letzten Nationalratswahl 2017 einem Plus von 2,87 Prozent entspricht.
Am 9. November 2019 wurde sie mit 99 Prozent der Stimmen erneut zur Spitzenkandidatin gewählt und verblieb so in ihrem Amt.
Seit 14. Mai 2021 ist sie Vizepräsidentin im NEOS Gemeindevertreterverein Niederösterreich. Im Juni 2022 wurde sie zur NEOS-Spitzenkandidatin für die Landtagswahl 2023 gewählt.
Im November 2024 wurde sie als Landesparteivorsitzende der NEOS in Niederösterreich mit 86,05 Prozent der Stimmen wiedergewählt. 2021 erhielt sie 93 Prozent der Stimmen.
Indra Collini ist Mutter von zwei Kindern und lebt mit ihnen in Brunn am Gebirge.